# فيرنر برينكمان
فيرنر برينكمان (بالألمانية: Werner Brinkmann)‏ (و. 1946 – م) هو قانوني، من ألمانيا، ولد في هام.

## جوائز
حصل على جوائز منها:
- صليب وسام الاستحقاق من جمهورية ألمانيا الاتحادية (2011).

## روابط خارجية
- فيرنر برينكمان على موقع مونزينجر (الألمانية)